# Jotvata
Jotvata (hebrejsky יָטְבָתָה, v oficiálním přepisu do angličtiny Yotvata) je vesnice typu kibuc v Izraeli, v Jižním distriktu, v Oblastní radě Chevel Ejlot.

## Geografie
Leží v nadmořské výšce 82 metrů v jižní části údolí vádí al-Araba, cca 122 kilometrů od jižního břehu Mrtvého moře. Západně od obce se prudce zvedá aridní oblast pouště Negev.
Obec se nachází 175 kilometrů od břehu Středozemního moře, cca 243 kilometrů jihovýchodně od centra Tel Avivu, cca 210 kilometrů jižně od historického jádra Jeruzalému a 38 kilometrů severoseverovýchodně od města Ejlat. Jotvata obývají Židé, přičemž osídlení v tomto regionu je etnicky převážně židovské. Obec je jen 2 kilometry vzdálena od mezinárodní hranice mezi Izraelem a Jordánskem.
Jotvata je na dopravní síť napojena pomocí dálnice číslo 90. Poblíž vesnice se nalézá menší letiště.

## Dějiny

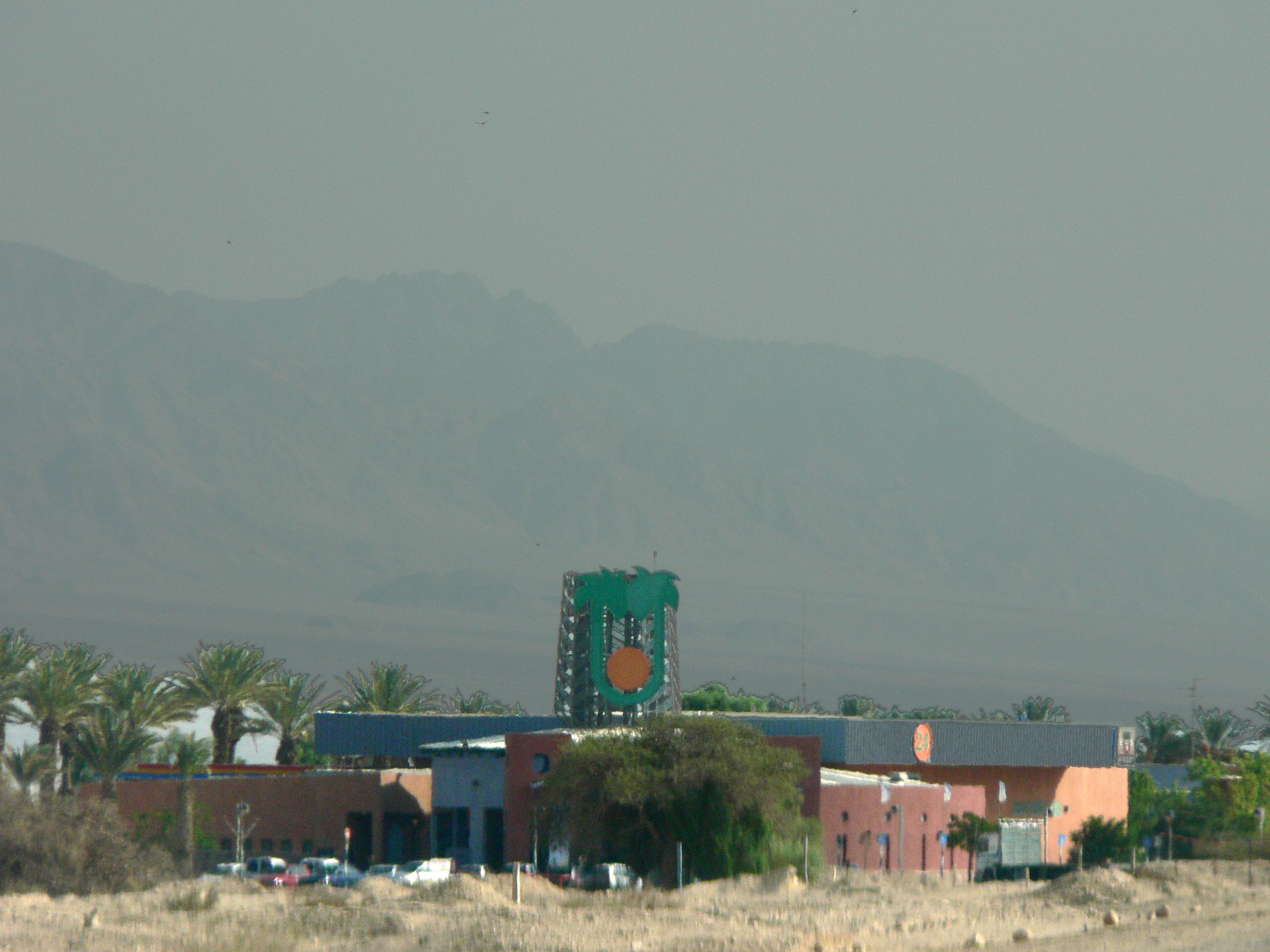
Areál služeb při silnici číslo 90 u kibucu Jotvata

Jotvata byla založena v roce 1951. Vznikla v prosinci 1951. Původně šlo o polovojenské sídlo typu Nachal. V roce 1957 se změnil na ryze civilní sídlo. Zpočátku se osada nazývala Ejn Radi'an (עין רדיאן), nynější jméno kibucu je odvozeno od biblické lokality Jotbata zmiňované jako tábořiště Izraelitů v Knize Numeri 33,34 Slavnostního převodu vesnice na civilní sídlo se zúčastnil izraelský premiér David ben Gurion a jeho spolupracovníci včetně Šimona Perese. Do roku 1960 pobývali osadníci v provizorních ubikacích.
Kibuc si zachovává prvky kolektivismu ve svém hospodaření. Už v roce 1979 ale přešel od kolektivní k rodinné výchově děti. Sídlí tu úřady Oblastní rady Chevel Ejlot. Funguje tu regionální základní škola, zdravotní středisko, plavecký bazén, sportovní areály a synagoga. Místní ekonomika je založena na zemědělství (palmové háje a polní plodiny, chov dobytka). Kibuc provozuje velkou firmu Yotvata Dairy na produkci mléčných výrobků a ovocných šťáv, která má celostátní význam.
Poblíž vesnice se nalézá turisticky využívaná přírodní rezervace Jotvata Chaj Bar a také starověká archeologická lokalita údolí Timna.

## Demografie
Obyvatelstvo kibucu je sekulární. Podle údajů z roku 2014 tvořili naprostou většinu obyvatel v Jotvatě Židé - cca 600 osob (včetně statistické kategorie "ostatní", která zahrnuje nearabské obyvatele židovského původu ale bez formální příslušnosti k židovskému náboženství, cca 700 osob).
Jde o menší obec vesnického typu s dlouhodobě mírně rostoucí populací. K 31. prosinci 2014 zde žilo 658 lidí. Během roku 2014 populace klesla o 1,2 %.
| Rok            | 1961 | 1972 | 1983 | 1995 | 2001 | 2003 | 2004 | 2005 | 2006 | 2007 | 2008 | 2009 | 2010 | 2011 | 2012 | 2013 | 2014 |
| -------------- | ---- | ---- | ---- | ---- | ---- | ---- | ---- | ---- | ---- | ---- | ---- | ---- | ---- | ---- | ---- | ---- | ---- |
| Počet obyvatel | 64   | 279  | 512  | 550  | 590  | 591  | 601  | 608  | 580  | 608  | 609  | 640  | 643  | 666  | 664  | 666  | 658  |